# European Women's Hockey League 2019-2020
L'European Women's Hockey League 2019-2020 è stata la sedicesima edizione di questo torneo per squadre femminili di club. Per la prima volta la lega è stata organizzata dalla federazione ungherese anziché da quella austriaca.

## Formula e squadre partecipanti

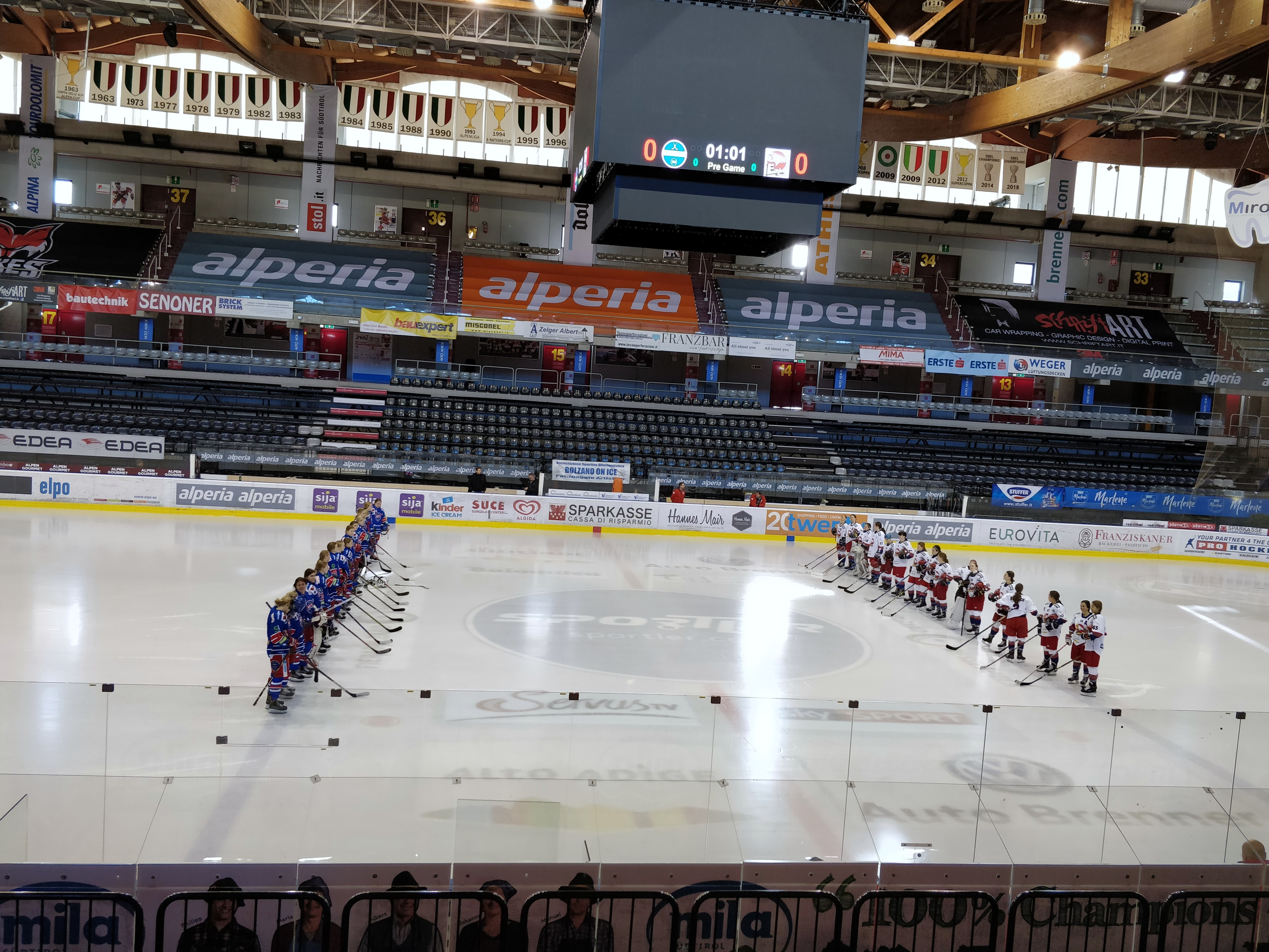
Match tra Hvidovre ed EV Bozen Eagles del 19 gennaio 2020

Il torneo si svolse tra il mese di settembre del 2019 ed il febbraio del 2020. Rispetto alla stagione precedente tra le partecipanti si registrarono alcune novità: il ritiro, per motivi di organico, delle Neuberg Highlanders, il ritorno delle danesi dello Hvidovre Ishockey Klub Fighters e - per la prima volta - l'iscrizione di una squadra polacca, le Silesia Brackens. La selezione Under-25 delle giocatrici di Budapest è stata inoltre sostituita da una squadra di club, il MAC Budapest.
Non è cambiata la formula. Ognuna delle dieci squadre ha affrontato le altre per due volte (una in casa ed una in trasferta) nella regular season. Per una vittoria nei tempi regolamentari, la vincente avrebbe ricevuto tre punti; in caso di pareggio si giocava un tempo supplementare, eventualmente seguito, in caso di ulteriore parità, dai tiri di rigore: in questo caso, alla compagine vincitrice sarebbero andati due punti ed uno alla sconfitta. Le prime quattro classificate hanno avuto accesso a una Final Four con semifinali e finali.

## Regular Season
| Pos. | Squadra             | Paese      | PG | V  | VOT | POT | P  | Reti   | Pt. |
| 1.   | MAC Budapest F.     | Ungheria   | 18 | 16 | 0   | 2   | 0  | 99:26  | 50  |
| 2.   | KMH Budapest        | Ungheria   | 18 | 15 | 1   | 0   | 2  | 114:19 | 47  |
| 3.   | Aisulu Almaty       | Kazakistan | 18 | 14 | 1   | 0   | 3  | 65:23  | 44  |
| 4.   | EV Bozen Eagles     | Italia     | 18 | 9  | 0   | 3   | 6  | 65:43  | 30  |
| 5.   | Vienna Sabres       | Austria    | 18 | 9  | 1   | 0   | 8  | 83:48  | 29  |
| 6.   | Silesia Brackens    | Polonia    | 18 | 7  | 1   | 1   | 9  | 57:56  | 24  |
| 7.   | Salisburgo Eagles   | Austria    | 18 | 5  | 2   | 0   | 11 | 56:81  | 19  |
| 8.   | Hvidovre            | Danimarca  | 18 | 5  | 1   | 2   | 10 | 41:69  | 19  |
| 9.   | KEHV Lakers Kärnten | Austria    | 18 | 2  | 1   | 0   | 15 | 24:62  | 8   |
| 10.  | Olimpija Lubiana F. | Slovenia   | 18 | 0  | 0   | 0   | 18 | 11:188 | 0   |

## Final Four
Per la prima volta dall'introduzione dei play-off nessuna squadra austriaca si è qualificata per le finali: le prime quattro squadre classificate sono infatti due ungheresi (MAC Budapest femminile e le campionesse in carica del KMH Budapest) una kazaka (Aisulu Almaty) e un'italiana (EV Bozen Eagles). Come sede della Final Four è stata scelta Spittal an der Drau.

### Tabellone
|  | Semifinali      | Semifinali      | Semifinali   |              |                 | Finale          | Finale          | Finale          |  |
|  |                 |                 |              |              |                 |                 |                 |                 |  |
|  | MAC Budapest F. | MAC Budapest F. | 3            |              |                 |                 |                 |                 |  |
|  | MAC Budapest F. | MAC Budapest F. | 3            |              |                 |                 |                 |                 |  |
|  | EV Bozen Eagles | EV Bozen Eagles | 1            |              |                 |                 |                 |                 |  |
|  | EV Bozen Eagles | EV Bozen Eagles | 1            |              | MAC Budapest F. | MAC Budapest F. | 1               |                 |  |
|  |                 |                 |              |              | MAC Budapest F. | MAC Budapest F. | 1               |                 |  |
|  |                 |                 | KMH Budapest | KMH Budapest | 2               |                 |                 |                 |  |
|  | KMH Budapest    | KMH Budapest    | KMH Budapest | KMH Budapest | 2               | 2               |                 |                 |  |
|  | KMH Budapest    | KMH Budapest    |              |              |                 | 2               |                 |                 |  |
|  | Aisulu Almaty   | Aisulu Almaty   | 0            |              |                 | Finale 3º posto | Finale 3º posto | Finale 3º posto |  |
|  | Aisulu Almaty   | Aisulu Almaty   | 0            |              |                 |                 |                 |                 |  |
|  |                 |                 |              |              |                 |                 |                 |                 |  |
|  |                 |                 |              |              |                 | EV Bozen Eagles | EV Bozen Eagles | 1               |  |
|  |                 |                 |              |              |                 | EV Bozen Eagles | EV Bozen Eagles | 1               |  |
|  |                 |                 |              |              |                 | Aisulu Almaty   | Aisulu Almaty   | 2†              |  |

Legenda: †: partita terminata ai tempi supplementari

### Incontri

#### Semifinali
| Arbitri: | Christian Heinricher Daniel Holzer |

|                                                                                              |           |                        |
| Gasparics (Pázmándi, Ball) 20:59 Tóth (Gasparics, Kreisz) 26:52 Ball (Nauboris, Rónai) 38:09 | Marcatori | 27:44 Caumo (Bonafini) |

| Arbitri: | Roland Altersberger Christian Heinricher |

|                                                    |           |  |
| Nooren (Szick) 26:52 Huszák (Jókai-Szilágyi) 51:22 | Marcatori |  |

#### Finale 3º posto
| Arbitri: | Michael Wassermann Dominik Wuntschek |

|                                                         |           |                                 |
| Rioux (Broad, Keats) 47:45 Koroleva (Nurgaliyeva) 60:22 | Marcatori | 00:27 Gius (Furlani, B. Larger) |

#### Finale
| Arbitri: | Julia Kainberger Michael Wassermann |

|                                 |           |                                               |
| Rónai (Gasparics, Kreisz) 25:39 | Marcatori | 18:30 Szamosfalvi (Nooren, Lowy) 35:25 Huszák |